# Darci Prado
Darci Prado (Muzambinho - MG, 1946) é um consultor em gestão e escritor brasileiro. É Sócio Advisor da FALCONI Consultores de Resultado. Graduou-se em Engenharia pela Universidade Federal de Minas Gerais – UFMG (1970) e Ph.D em Engenharia pela UNICAMP (2011). Foi Professor da Escola de Engenharia na UFMG de 1971 a 2004 e trabalhou na IBM entre 1971 e 1995. Foi um dos fundadores dos capítulos do PMI em Minas Gerais e Paraná, sendo membro da primeira diretoria do capítulo MG entre 1998 e 2002. Foi presidente do capítulo mineiro da IPMA entre 2006 e 2008.  Está conduzindo a Pequisa sobre Maturidade em Gerenciamento de Projetos, juntamente com Russell Archibald, no Brasil e Itália   . É autor de 10 livros sobre gerenciamento de projetos, da metodologia MEPCP, do modelo de maturidade MMGP  e do software SISGEP . Dentre seus livros publicados no Brasil, dois foram publicados no exterior. É também autor de 3 livros sobre Pesquisa Operacional. Publicou artigos em diversos meios, tais como PM World Journal  e MundoPM . É membro Qualis da IPMA-Br. É palestrante internacional, tendo atuado em Portugal, Itália, França e EUA. Em 2010 foi escolhido como uma das 5 personalidades brasileiras da década em Gerenciamento de Projetos pelo PMI-RJ. 

## Obras
Coleção Gerenciamento de Projetos:
- Gerenciamento de Portfolio, Programas e Projetos nas Organizações (em parceria com José Miglioli)
- Planejamento e Controle de Projetos (em parceria com Fernando Ladeira)
- Usando o MS-Project 2013 (em parceria com Marcus Marques).
- PERT/CPM
- Gerenciamento de Projetos para Executivos (em parceria com Russell Archibald)
- Maturidade em Gerenciamento de Projetos

Coleção Aplicações do Gerenciamento de Projetos:
- Gerenciamento de Projetos de Capital
- Gerência de Projetos de Tecnologia da Informação

Coleção Pesquisa Operacional:
- Programação Linear
- Teoria das Filas e da Simulação
- Usando o Arena em Simulação